# Природоохоронна географія
Природоохоро́нна геогра́фія — це науковий напрям, котрий зародився в 20. Ст. завдяки німецькому вченому географу К. Троллю . Цей напрям географії поєднує в собі фізичну та екологічну географію . Природоохоронна географія — це наука, котра вивчає закони взаємодії літосфери та біосфери з врахуванням специфіки людини та її діяльності . По-суті, цей напрям географії вивчає взаємодію живих організмів, в тому числі і людини, з техногенними спорудами та геологічним середовищем . В розумінні вченого Білозерського та ін.. (1994 рік) природоохоронна географія — це наука, що вивчає невідворотні процеси та явища, які з'являються внаслідок активного антропогенного впливу і також сьогоденні та майбутні наслідки цього впливу. В межах інженерної географії природоохоронний метод забезпечує належну експлуатацію та побудову об'єктів техногенної діяльності людини з мінімальною їх шкодою для довкілля та оцінкою їх екологічності на перспективу і, зокрема, безпечне виведення їх з експлуатації. Вплив об'єктів техногенезу на всі оболонки Землі: літосферу, біосферу, атмосферу і т. д. Природоохоронний метод здійснює моніторинг інженерних об'єктів та їх вплив на середовище з метою удосконалення цих об'єктів в майбутньому та зменшення їх агресивності до середовища . Також метод вивчає природне середовище людини з врахування тих деформацій, яким піддалися усі географічні оболонки внаслідок діяльності людини . Змінене довкілля в свою чергу теж накладає відбиток на використанні ресурсів на розвиток суспільства та використання природних ресурсів, котрі використовуються людиною. Отже, можна з впевненістю сказати, що природоохоронна географія це наука, котра допоможе грамотно і раціонально використати природні ресурси, зберегти довкілля та прогнозувати явища та зміни, котрі відбудуться внаслідок активної діяльності людства, і попередити небажані епізоди в майбутньому пов'язані з господарською діяльністю .